# Thermocyclops iguapensis
Thermocyclops iguapensis is een eenoogkreeftjessoort uit de familie van de Cyclopidae. De wetenschappelijke naam van de soort is voor het eerst geldig gepubliceerd in 2005 door Silva W.M. & Matsumura-Tundisi.